# Ordacsehi
Ordacsehi è un comune dell'Ungheria di 822 abitanti (dati 2008) situata nella contea di Somogy, nell'Ungheria centro-occidentale.